# Кінстон (Північна Кароліна)
Кінстон (англ. Kinston) — місто (англ. city) в США, в окрузі Ленуар штату Північна Кароліна. Населення — 19 900 осіб (2020).

## Географія
Кінстон розташований за координатами 35°16′30″ пн. ш. 77°35′36″ зх. д. / 35.27500° пн. ш. 77.59333° зх. д. (35.275099, -77.593368).  За даними Бюро перепису населення США в 2010 році місто мало площу 47,98 км², з яких 47,55 км² — суходіл та 0,42 км² — водойми.

## Демографія
Згідно з переписом 2010 року, у місті мешкало 21 677 осіб у 9365 домогосподарствах у складі 5494 родин. Густота населення становила 452 особи/км².  Було 10862 помешкання (226/км²).
Расовий склад населення:
| - 68,0 % — чорних або афроамериканців - 28,7 % — білих - 0,7 % — азіатів - 0,2 % — корінних американців - 0,1 % — вихідців з тихоокеанських островів - 1,0 % — осіб інших рас |

До двох чи більше рас належало 1,3 %. Частка іспаномовних становила 2,4 % від усіх жителів.
За віковим діапазоном населення розподілялося таким чином: 23,6 % — особи молодші 18 років, 57,9 % — особи у віці 18—64 років, 18,5 % — особи у віці 65 років та старші. Медіана віку мешканця становила 43,7 року. На 100 осіб жіночої статі у місті припадало 83,0 чоловіків;  на 100 жінок у віці від 18 років та старших — 76,3 чоловіків також старших 18 років.
Середній дохід на одне домашнє господарство  становив 51 367 доларів США (медіана — 28 060), а середній дохід на одну сім'ю — 67 939 доларів (медіана — 37 968). Медіана доходів становила 34 045 доларів для чоловіків та 26 430 доларів для жінок. За межею бідності перебувало 33,1 % осіб, у тому числі 54,5 % дітей у віці до 18 років та 17,7 % осіб у віці 65 років та старших.
Цивільне працевлаштоване населення становило 7732 особи. Основні галузі зайнятості: освіта, охорона здоров'я та соціальна допомога — 26,5 %, виробництво — 22,6 %, роздрібна торгівля — 12,1 %, мистецтво, розваги та відпочинок — 9,9 %.